# Zakład Komunikacji Miejskiej w Augustowie
ZKM Augustów to jeden z zakładów działający w Przedsiębiorstwie Transportowym NECKO sp. z o.o. stanowiący własność firmy jako samodzielny oddział zajmujący się prowadzeniem oraz obsługą komunikacji miejskiej w mieście Augustów. Spółka posiada 12 autobusów marki Solaris, które obsługują 4 linie autobusowe, 2 zakładowe oraz 4 specjalne. 4 nowe elektryczne autobusy Solaris Urbino 9LE  trafiły do ZKM Augustów w 2024 wyjechały 1 kwietnia 2024 roku.

## Historia

### 1959 - 2019
21 sierpnia 1959 roku w Augustowie ruszyły 2 pierwsze linie publicznej komunikacji o numerach 1 i 2. Linia 1 obsługiwała trasę Dworzec – Centrum – Żłobek, natomiast Linia 2: Dworzec – Centrum – Dworzec.
Kolejne dwie linie nr 3 i nr 4 uruchomiono w 1961 roku.
W roku 1973 za prowadzenie komunikacji miejskiej odpowiadała Miejska Komunikacja Samochodowa w Augustowie. W tym okresie pasażerowie korzystali z 6 linii, które przebiegały następującymi trasami:
Linia 1:  pl. J. Krasickiego – Armii Czerwonej, Partyzantów, Aleje 20-Lecia, Turystyczna – os. Lipowiec
Linia 1Bis: os. gen. Bema – Fabryka Obuwia, Tytoniowa, Aleje 20-Lecia, Partyzantów, Armii Czerwonej – pl. J. Krasickiego
Linia Nr 2:  os. Lipowiec – Turystyczna, Aleje 20-Lecia, 29 Listopada, 1 Maja – pl. J Krasickiego
Linia 2Bis:  Fabryka Obuwia – Aleje 20-Lecia, 29 Listopada, 1 Maja – pl. J. Krasickiego
Linia 3:   Wypusty – Słowackiego, Wojska Polskiego, pl. J. Krasickiego, 1 Maja, Dz. Limanowskiego, 29 Listopada, Aleje 20-Lecia, Turystyczna – os. Lipowiec
Linia 4:  Borki – Wiejska, Zygmuntowska, pl. J. Krasickiego, Armii Czerwonej, Partyzantów, Aleje 20-Lecia, Turystyczna – os. Lipowiec.
Do roku 1993 Komunikacja Miejska podlegała pod Przedsiębiorstwo Gospodarki Komunalnej i Mieszkaniowej.
W 1993 PGKiM z Przedsiębiorstwa Państwowego zostało przekształcone w spółkę prawa handlowego: Przedsiębiorstwo Usług Komunalnych KODREM sp. z o.o.
Przez 50 lat istnienia Komunikacji Miejskiej w Augustowie  eksploatowano autobusy takich marek jak: SAN H01, SAN H25, SAN H27, SAN H100, Autosan H9-35, Jelcz M11, Jelcz PR-110, Jelcz L11, Neoplan.

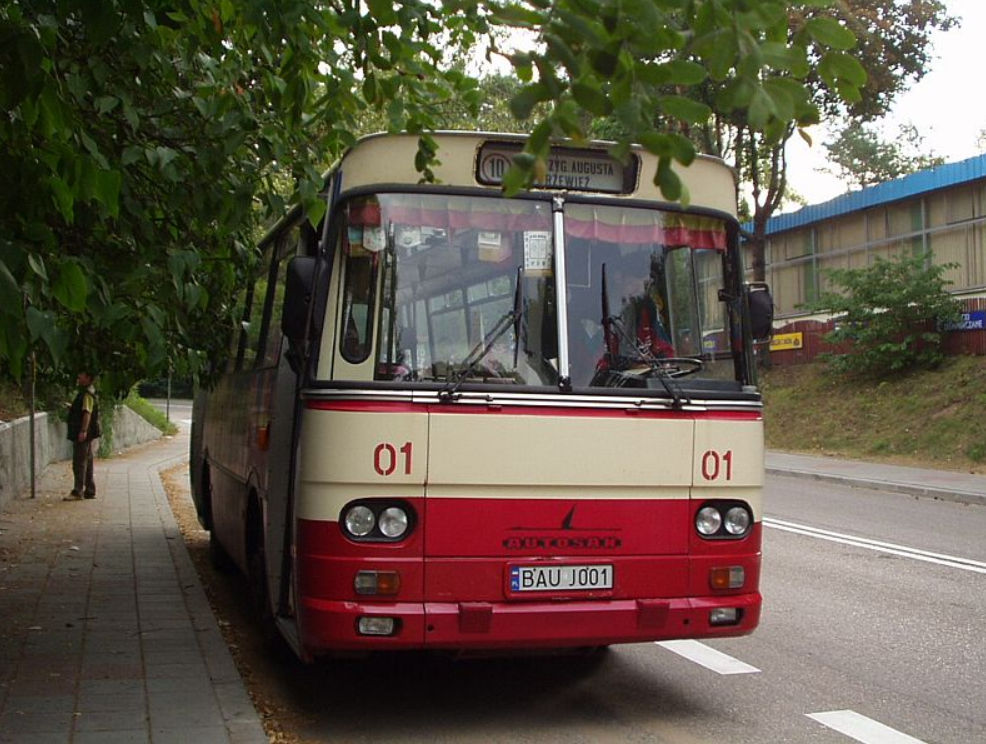
Autosan H9-35#01

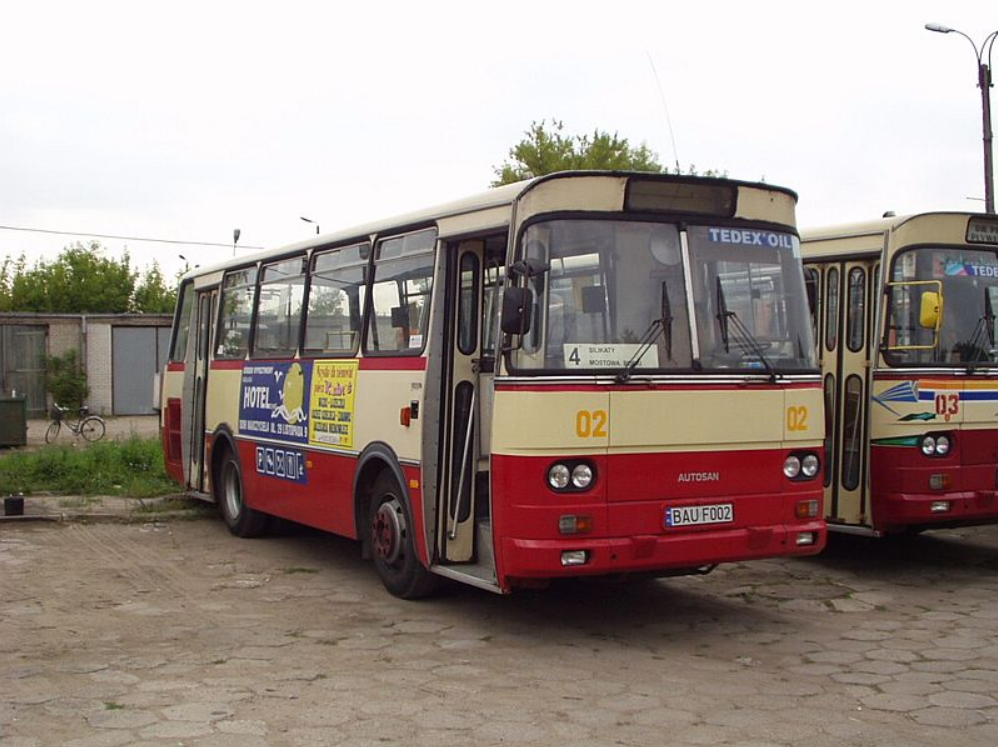
Autosan H9-35#02

Od początku swojej działalności P.T. NECKO sp. z o.o. w dziedzinie komunikacji miejskiej postawiło sobie za cel dostosowanie posiadanego taboru do potrzeb osób starszych oraz niepełnosprawnych, poprzez stopniową wymianę posiadanych autobusów na niskopodłogowe. Na początku działalności firma posiadała 12 autobusów, z czego żaden nie był dostosowany do przewozu osób niepełnosprawnych oraz nie spełniał norm Euro w zakresie emisji spalin. W 2007 roku wraz z rozrastaniem się miasta, zauważono potrzebę zmian w komunikacji miejskiej. Dlatego też w tym roku dokonano zmian w układzie komunikacyjnym i utworzono nowe linie komunikacyjne. Rewolucja, którą przeprowadzono wprowadziła do siatki 7 linii komunikacyjnych, które kursowały na następujących trasach:
Linia nr 1:  Dworzec PKP – Turystyczna – al. Kardynała Wyszyńskiego – Partyzantów – Mostowa – Rynek Zygmunta Augusta – Wojska Polskiego – Norwida;
Linia nr 2:  Dworzec PKP – Turystyczna – al. Kardynała Wyszyńskiego – 29 Listopada – 3 Maja – Rynek Zygmunta Augusta – Wojska Polskiego – Mickiewicza – Norwida;
Linia nr 2Bis  Norwida – Wojska Polskiego – Żabia – 3 Maja – 29 Listopada – al. Kardynała Wyszyńskiego – Tytoniowa – Komunalna;
Linia nr 4  Silikaty – Dworzec PKP – Turystyczna – al. Kardynała Wyszyńskiego – 29 Listopada – Brzostowskiego – Chreptowicza – Wojska Polskiego – Nowomiejska – Jana Pawła II;
Linia nr 6  Silikaty – Dworzec PKP – Turystyczna – al. Kardynała Wyszyńskiego – 29 Listopada – Waryńskiego – Wybickiego – 3 Maja – Rynek Zygmunta Augusta – Wojska Polskiego – Słowackiego;
Linia nr 7  Żłobek – Tytoniowa – al. Kardynała Wyszyńskiego – 29 Listopada – 3 Maja – Nowomiejska – Jana Pawła II;
Linia nr 10  Rynek Zygmunta Augusta – 3 Maja – 29 Listopada – al. Kardynała Wyszyńskiego – Turystyczna – Dworzec PKP – Silikaty – Wojciech – Studzieniczna – Przeyszyńwięź.
W roku 2013 zlecono badania komunikacji miejskiej zewnętrznej firmie. Badania wykazały, iż reforma z 2007 roku nie sprawdziła się do końca, dlatego też po zakończonych analizach, dokonano zmian w siatce połączeń z 7 funkcjonujących do tej pory linii ostały się jedynie 4, które funkcjonowały do końca 2019 r. na następujących trasach:

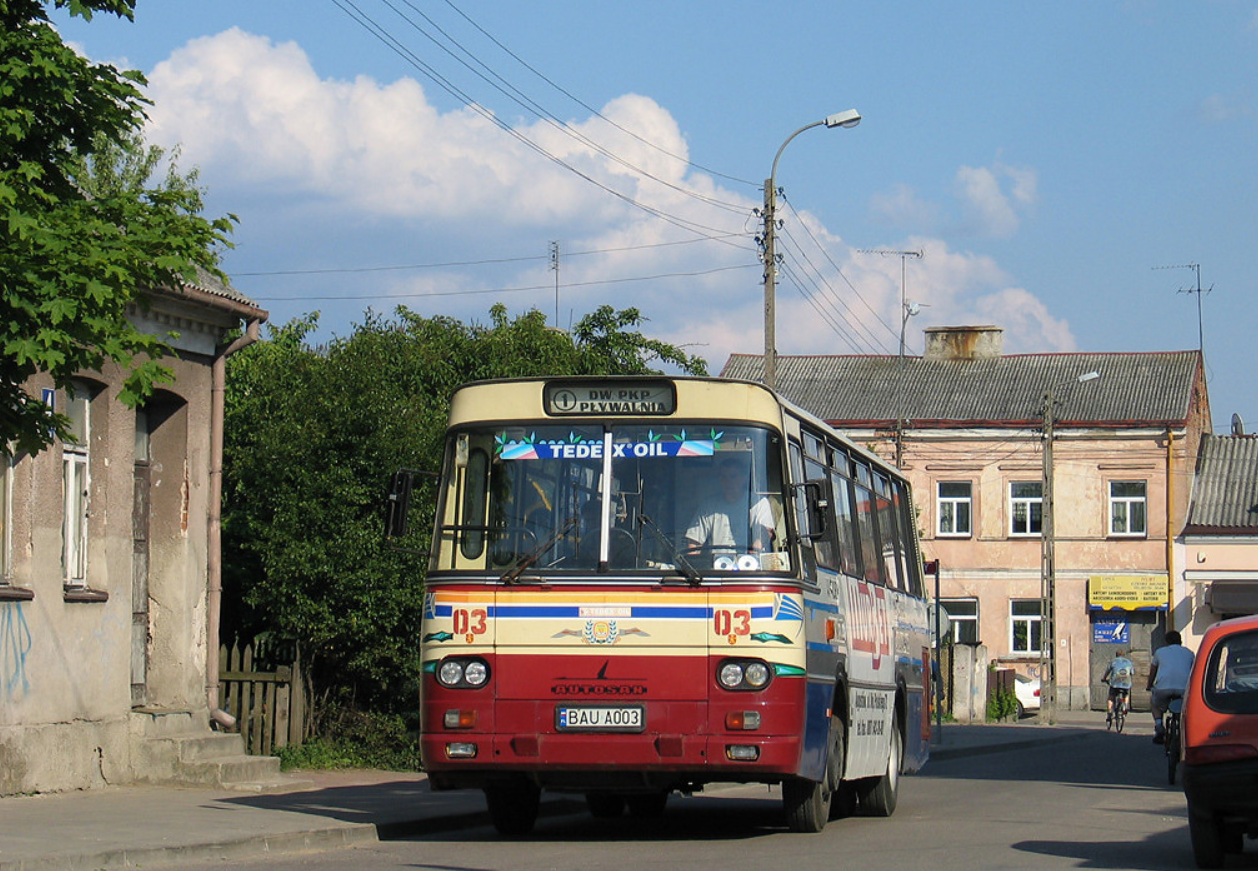
Autosan H9-35#03

Linia nr 0  Silikaty – Turystyczna – Al. Kardynała Wyszyńskiego – 29 Listopada – Waryńskiego – Wybickiego – Brzostowskiego – Chreptowicza – Mickiewicza – Norwida – Jonkajtysa – Polna – Rynek Zygmunta Augusta – 3 Maja – Wybickiego – Obrońców Westerplatte – Waryńskiego – 29 Listopada – Aleja Kardynała Wyszyńskiego – Turystyczna – Dworzec PKP.
Linia nr 1  Dworzec PKP – Turystyczna – Al. Kardynała Wyszyńskiego – Partyzantów – Sosnowa – Konopnickiej – Letniskowa – Szpitalna – Zarzecze – Mostowa – Rynek Zygmunta Augusta – Jonkajtysa – Wojska Polskiego – Mickiewicza – Chreptowicza – Brzostowskiego – 29 Listopada – Waryńskiego – Obrońców Westerplatte – Sucharskiego – Obrońców Westerplatte – Chreptowicza – Mickiewicza – Norwida – Wojska Polskiego – Jonkajtysa – Rynek Zygmunta Augusta – Mostowa – Zarzecze – Szpitalna – Letniskowa – Sosnowa – Szpitalna – Partyzantów – Al. Kardynała Wyszyńskiego – Turystyczna – Dworzec PKP;

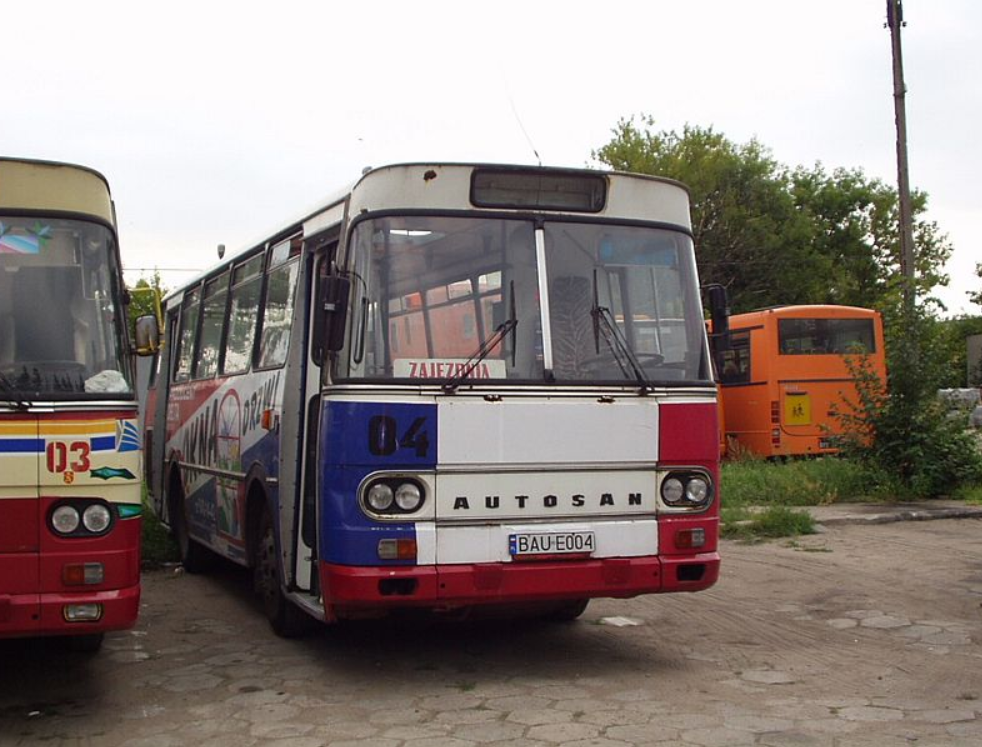
Autosan H9-35#04

Linia nr 2  Tartaczna – Turystyczna – Al. K. Wyszyńskiego – 29 Listopada – 3 Maja – Rynek Z. Augusta – Polna – Jonkajtysa – Wojska Polskiego – Chreptowicza – Obrońców Westerplatte – Sucharskiego/Pływalnia – Obrońców Westerplatte – Chreptowicza – Wojska Polskiego – Jonkajtysa – Polna – Rynek Z. Augusta – 3 Maja – 29 Listopada – al. K. Wyszyńskiego – Turystyczna – Tartaczna.
Linia nr 4   Silikaty – Turystyczna – al. K. Wyszyńskiego – I Płk Ułanów Krechowieckich – Komunalna – Tytoniowa – al. K. Wyszyńskiego – Partyzantów – Konopnickiej – Letniskowa – Szpitalna – Mostowa – Nowomiejska – al. Jana Pawła II – Zygmuntowska – Rajgrodzka – Polna – Jonkajtysa – Wojska Polskiego – Chreptowicza – Brzostowskiego – 29 Listopada – al. K. Wyszyńskiego – Tytoniowa – Komunalna – I Płk Ułanów Krechowieckich – Turystyczna – Silikaty.

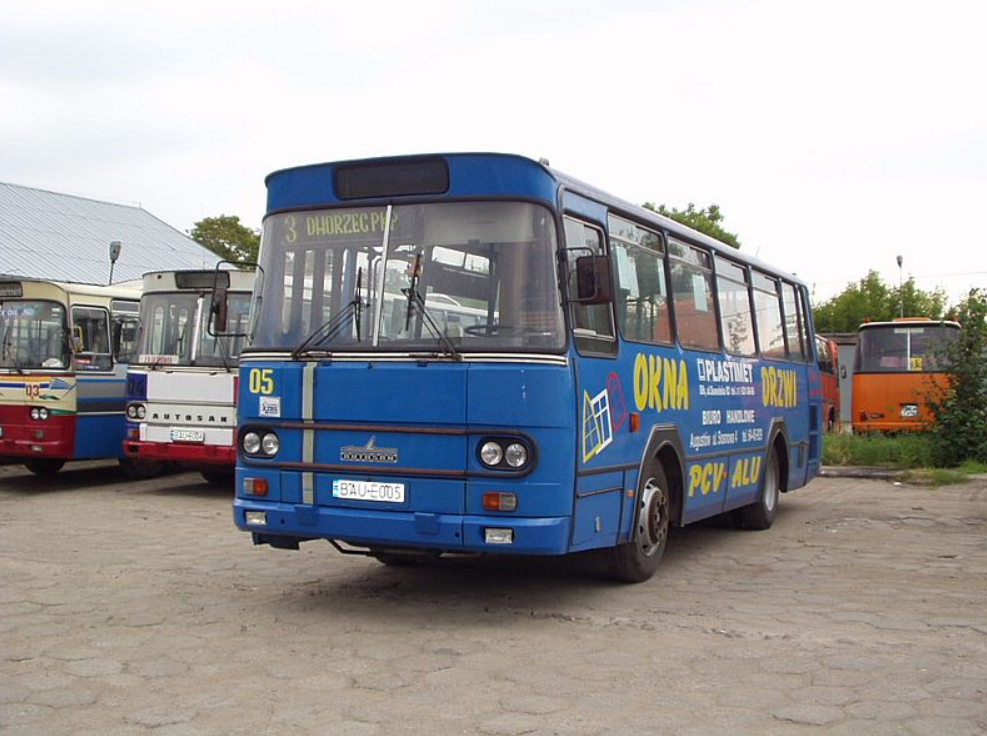
Autosan H9-35#05

Powyższe zmiany związane były również ze wzmożonym ruchem pojazdów ciężarowych i blokowaniem budowy obwodnicy przez ekologów. Stąd też linie autobusów komunikacji miejskiej musiały przebiegać inaczej – bezpieczniej dla pasażerów. Augustów to najważniejszy ośrodek wypoczynkowy na obszarze Puszczy Augustowskiej. W mieście odbywa się więc wiele imprez kulturalnych i rekreacyjnych, wykorzystujących okoliczne jeziora i rzekę, na które zjeżdżają się ludzie ze wszystkich zakątków Polski. Ze względu na uzdrowiskowy charakter miasta oraz jego położenie na obszarze Natura 2000 (Dolina Rospudy), bardzo istotna jest kwestia ochrony środowiska i stosowania ekologicznych rozwiązań, mających na celu zminimalizowanie negatywnego wpływu transportu na środowisko naturalne. w 2010 roku dzięki pozyskaniu środków zewnętrznych z Unii Europejskiej udało się zakupić 3 nowe niskoemisyjne pojazdy Solaris Urbino 8,6, które napędzane są silnikami spełniającymi normy emisji spalin od normy Euro III do klasy Euro V, co jest bardzo dobrym wynikiem. W 2019 roku tabor Augustowskiej Komunikacji Miejskiej stanowi:
- 8 autobusów marki Solaris; Neoplan N4009 #06

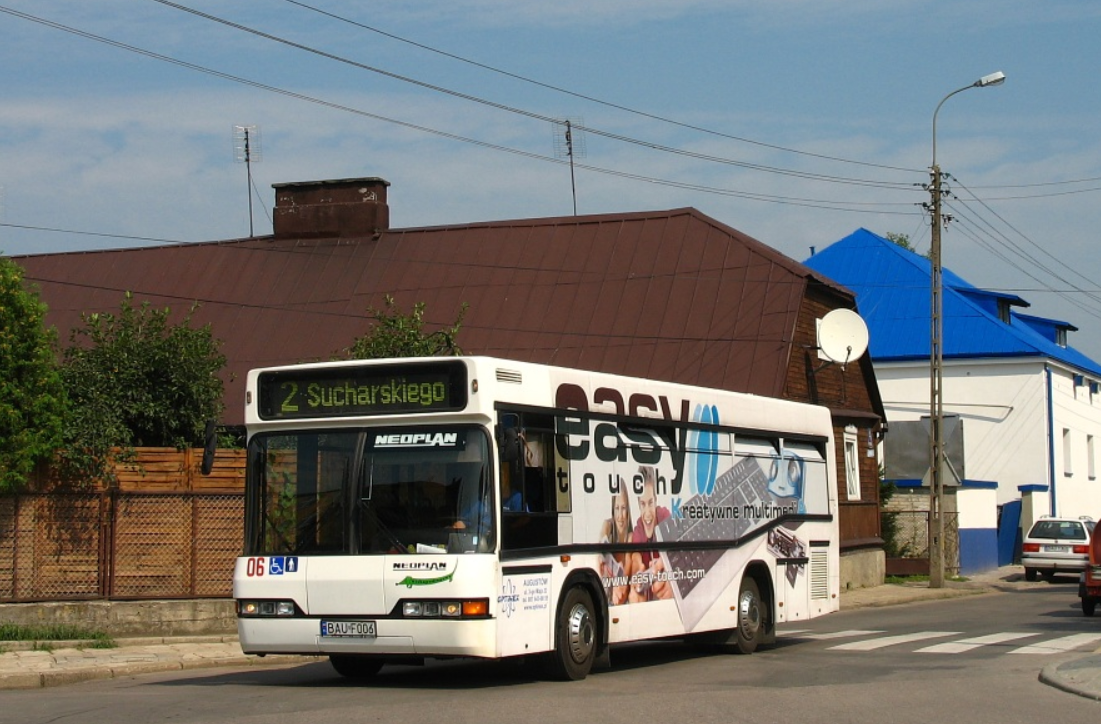
Neoplan N4009 #06

- 72 przystanków autobusowych z czego: 38 przystanków jest wyposażonych w wiaty;

- 7 biletomatów na przystankach autobusowych;
- 10 tablic Systemu Dynamicznej Informacji Pasażerskiej;
- 8 biletomatów mobilnych zamontowanych w autobusach komunikacji miejskiej.

Każdy autobus wyposażony jest również w tablice elektroniczne, kasowniki elektroniczne, systemy monitoringu (po 4 kamery).

### 2019 - 2021
W maju 2019 roku Przedsiębiorstwo przeprowadziło badania napełnień pojazdów. Niestety liczba pasażerów korzystających z komunikacji miejskiej z roku na rok spada. Dlatego też podjęto decyzję o przemodelowaniu siatki połączeń. Zostały wprowadzone nowe linie. Plan zakładał wdrożenie 5 linii, które miały przebiegać po następujących trasach: 

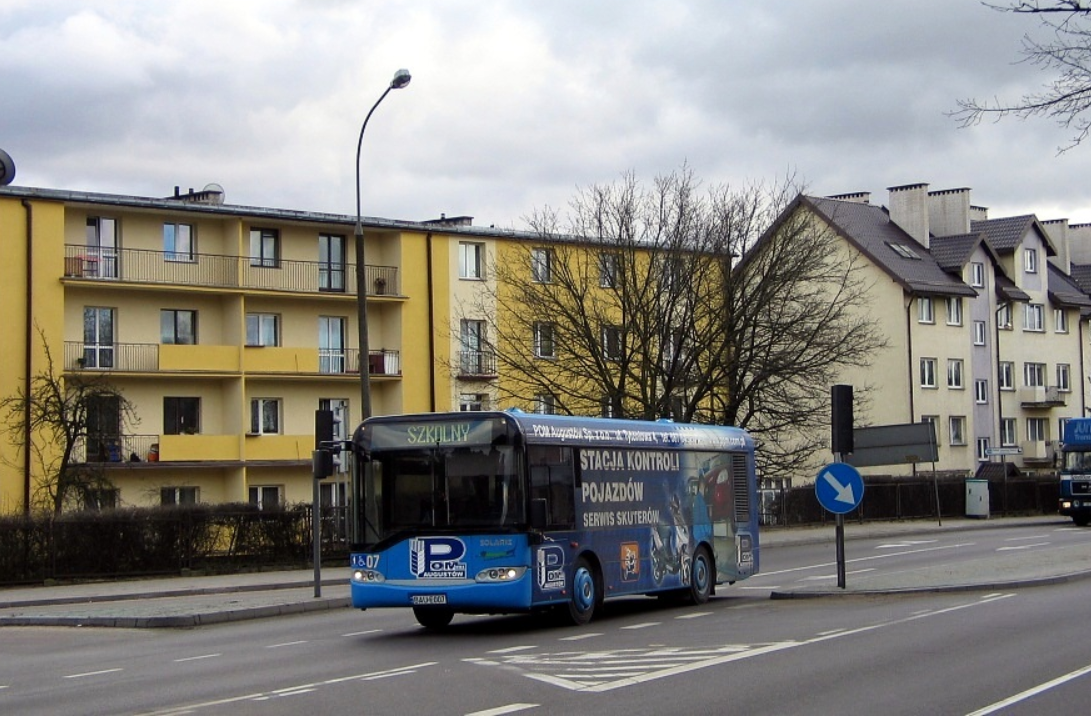
Solaris Urbino 9 #07

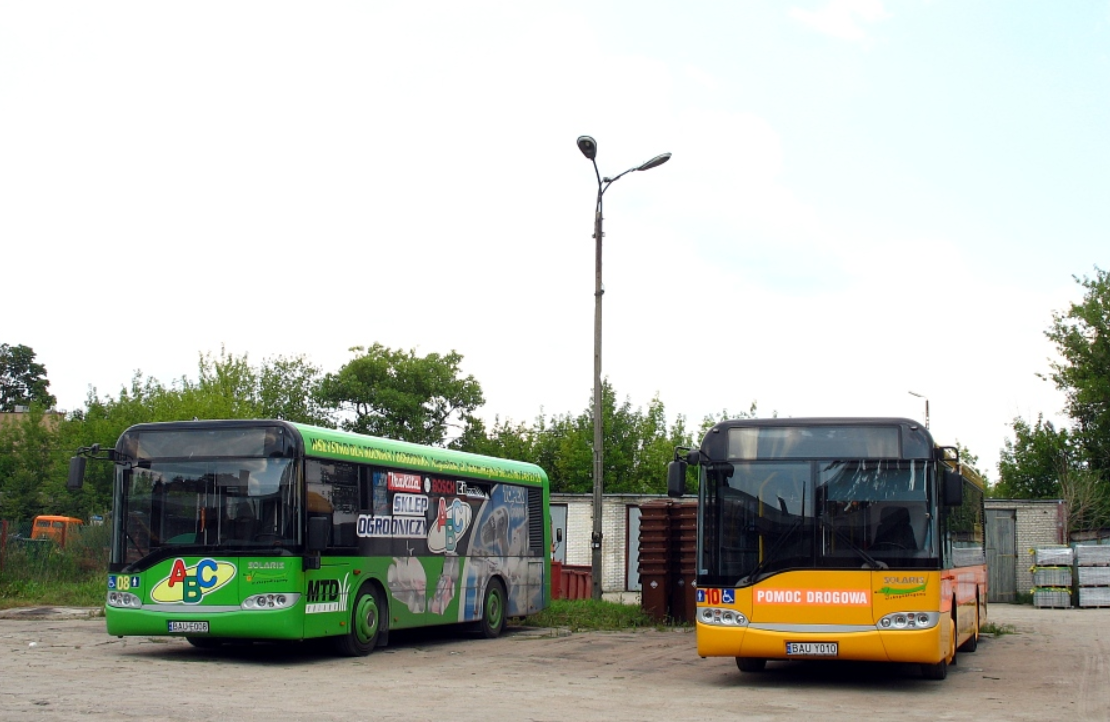
Solaris Urbino 9 #08

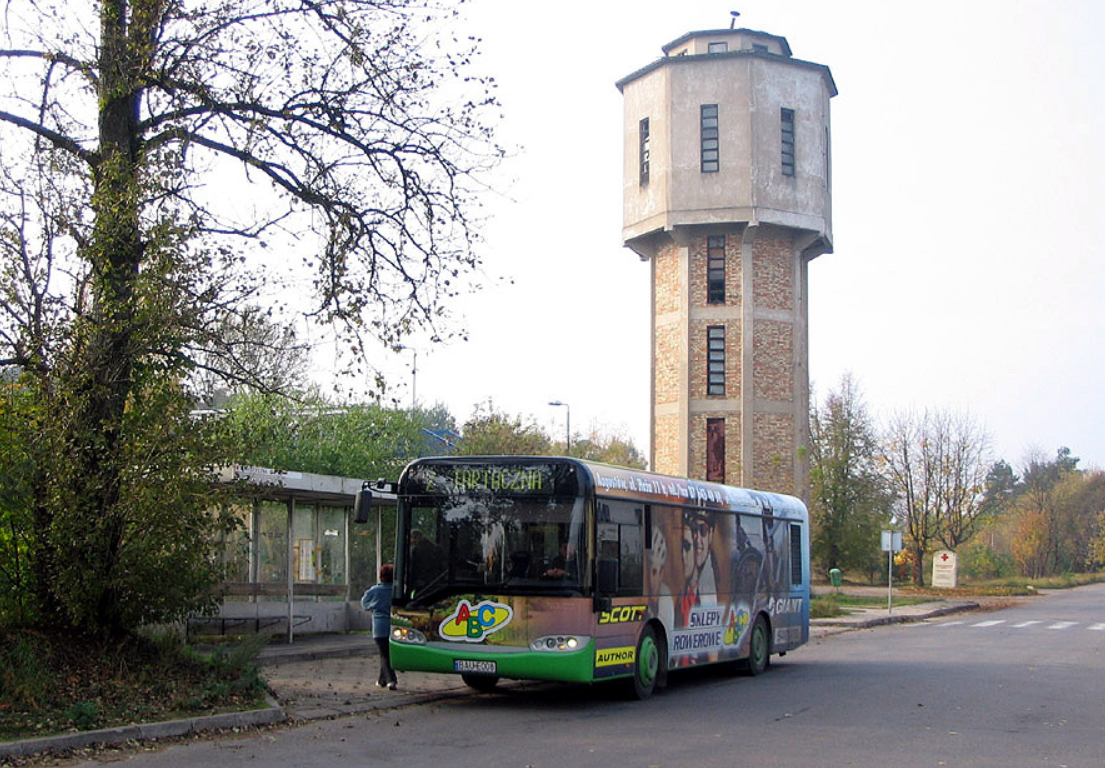
Solaris Urbino 9 #09

Linia nr 1:  SILIKATY > Turystyczna > Al. Kardynała Wyszyńskiego > I Płk Ułanów Krechowieckich > Komunalna > Tytoniowa > Al. Kardynała Wyszyńskiego > 29 Listopada > Waryńskiego > Obrońców Westerplatte > Sucharskiego > Brzostowskiego > 3 Maja > Mostowa > Nowomiejska > Al. Jana Pawła II > Rajgrodzka > Zygmuntowska > Polna > Jonkajtysa > Wojska Polskiego > Mickiewicza > Norwida > Wojska Polskiego > Słowackiego > Arnikowa > Wojska Polskiego > MAZURSKA/MARION > Wojska Polskiego > Arnikowa > Słowackiego > Wojska Polskiego > Jonkajtysa > Polna > Rynek Zygmunta Augusta > 3 Maja > Brzostowskiego > Obrońców Westerplatte > Waryńskiego > 29 Listopada > Al. Kardynała Wyszyńskiego > Tytoniowa > Komunalna > I Płk Ułanów Krechowieckich > Al. Kardynała Wyszyńskiego > Turystyczna > SILIKATY.
Linia nr 2: TARTACZNA > Al. Kardynała Wyszyńskiego > 29 Listopada > Brzostowskiego > Obrońców Westerplatte > Sucharskiego > Brzostowskiego > 3 Maja > Rynek Zygmunta Augusta > Polna > Jonkajtysa > Wojska Polskiego > Słowackiego > Arnikowa > MAZURSKA/MARION > Wojska Polskiego > Arnikowa > Słowackiego > Wojska Polskiego > Jonkajtysa > Polna > Rynek Zygmunta Augusta > 3 Maja > Brzostowskiego > Obrońców Westerplatte > Sucharskiego > Brzostowskiego > 29 Listopada > Al. Kardynała Wyszyńskiego > Turystyczna > TARTACZNA.
Linia nr 3: TARTACZNA > Turystyczna > Al. Kardynała Wyszyńskiego > Partyzantów > Konopnickiej > Letniskowa > Szpitalna > Zarzecze > Mostowa > Nowomiejska > Al. Jana Pawła II > Rajgrodzka > Zygmuntowska > Jonkajtysa > Wojska Polskiego > MAZURSKA/MARION.
Linia nr 4: TARTACZNA > Turystyczna > Al. Kardynała Wyszyńskiego > Partyzantów > Konopnickiej > Letniskowa > Szpitalna > Mostowa > NOWOMIEJSKA/OS.BORKI > > Al. Jana Pawła II > Rajgrodzka > Zygmuntowska > Jonkajtysa > Mickiewicza > Norwida > Wojska Polskiego > Arnikowa > Słowackiego > Chreptowicza > Obrońców Westerplatte > Sucharskiego > Brzostowskiego > 29 Listopada > Al. K. Wyszyńskiego > Tytoniowa > Komunalna > Al. K. Wyszyńskiego > Turystyczna > TARTACZNA.
Linia nr 5:  MAZURSKA/MARION > Chreptowicza > Obrońców Westerplatte > Sucharskiego > Brzostowskiego > 3 Maja > Mostowa > Zarzecze > Szpitalna > Letniskowa > Partyzantów > Al. Kardynała Wyszyńskiego > Turystyczna > TARTACZNA.
Powyższy układ linii został wprowadzony i funkcjonował od 01.01.2020 r. Po konsultacjach społecznych powyższych zmian od 30 marca 2020 r. Spółka wprowadziła zmiany w siatce połączeń.
W czerwcu 2020 r. Spółka, wychodząc naprzeciw zapotrzebowaniu społecznemu w okresie odpustu w Sanktuarium Maryjnym w Studzienicznej, uruchomiła specjalną, dodatkową linię S dowozową na uroczystości. Jej przebieg był następujący:

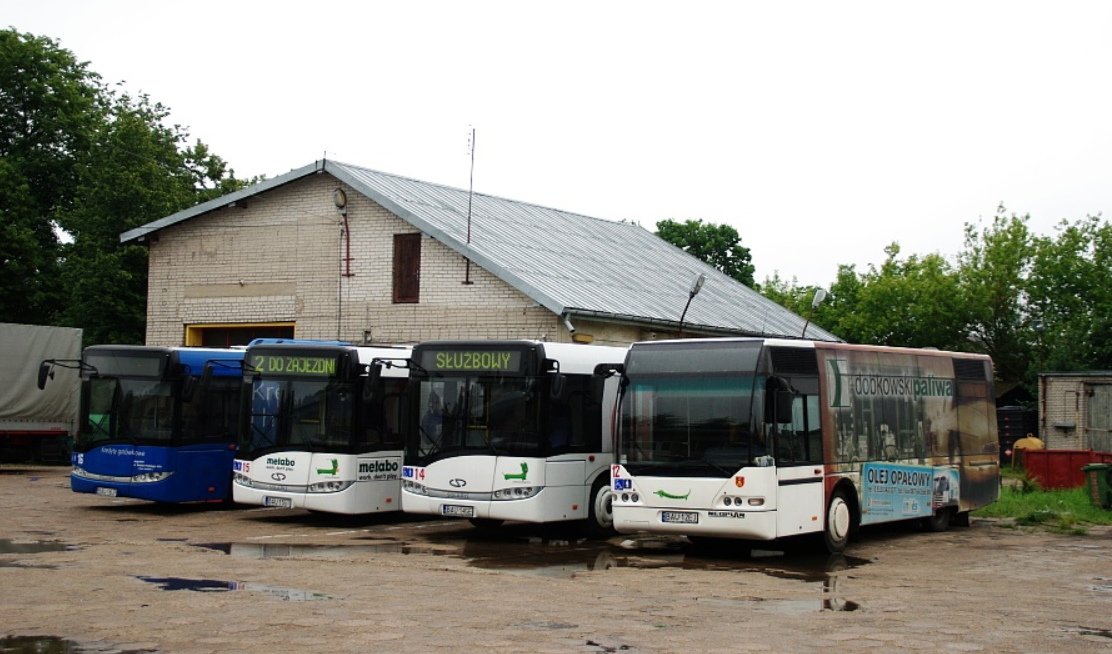
Neoplan N4407 #12

Jazda: Jonkajtysa > Rynek Zygmunta Augusta > 3 Maja > 29 Listopada > Aleja Kardynała Wyszyńskiego > Turystyczna > Szosa do Sejn > Studzieniczna.

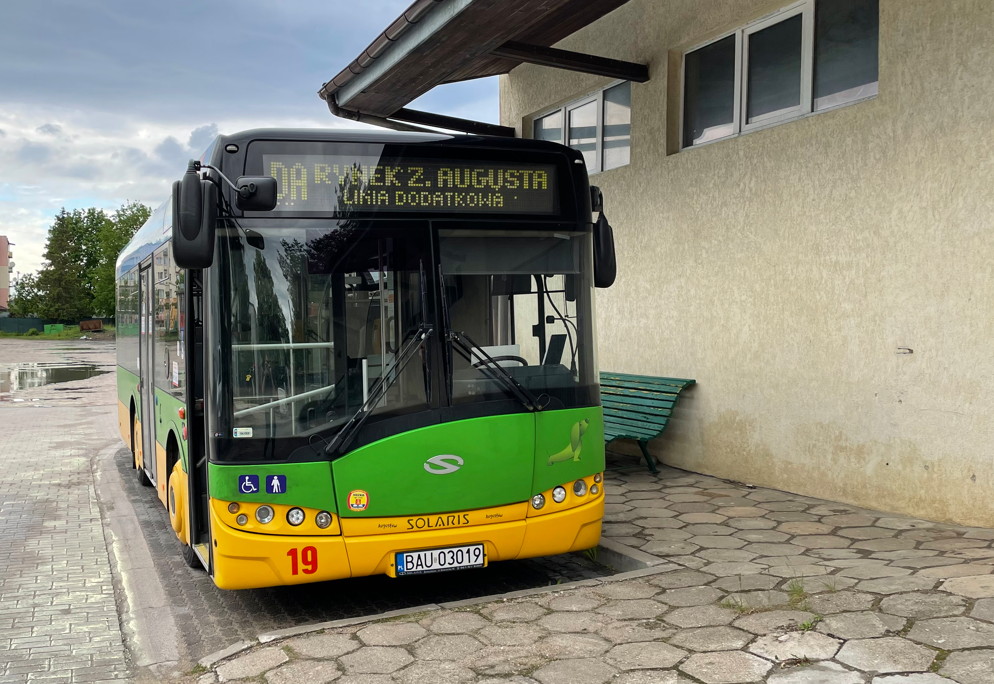
Solaris Urbino 8,6 #19 - na linii DA

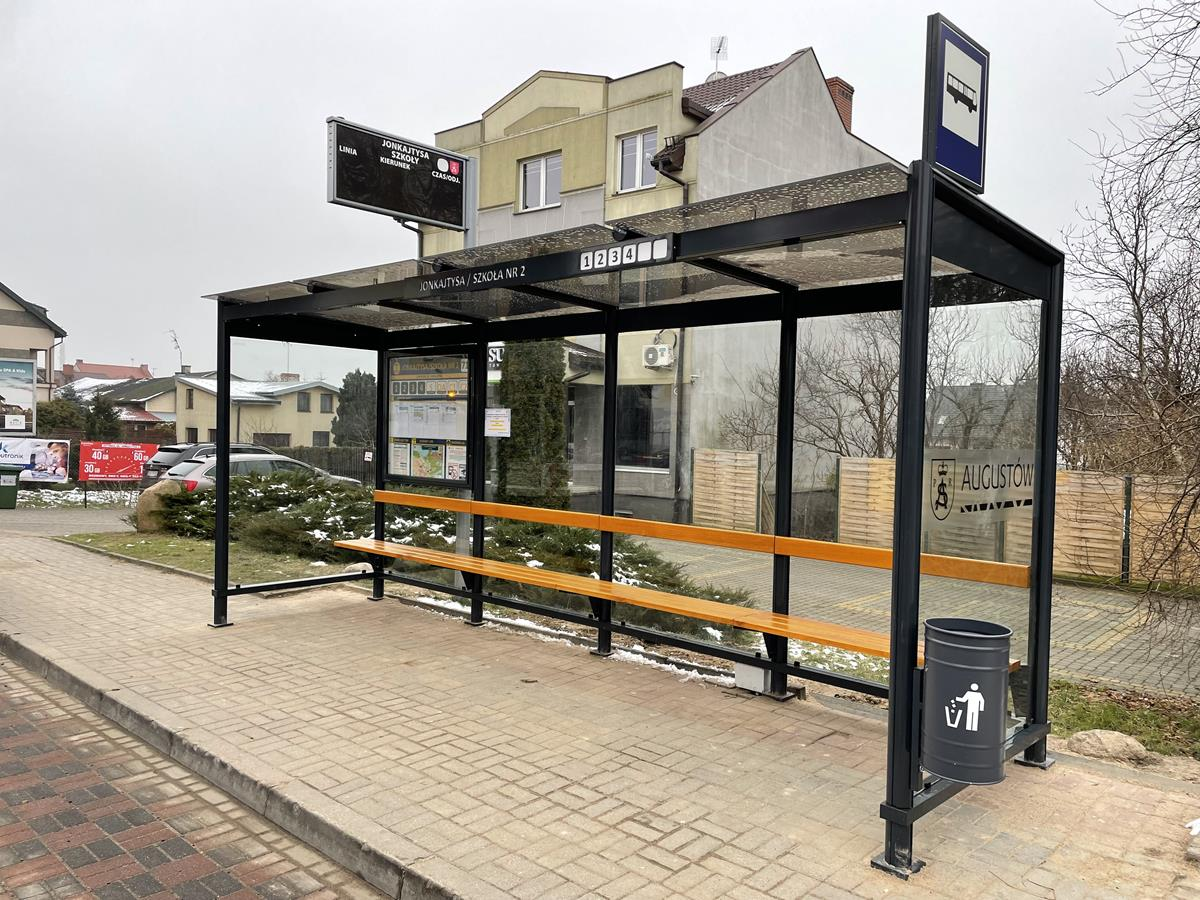
Nowa wiata na przystanku Jonkajtysa/Szkoła nr 2 (nr. inwent. 71)

Powrót:  Studzieniczna  >  Szosa do Sejn > Turystyczna > Aleja Kardynała Wyszyńskiego > 29 Listopada > 3 Maja > Rynek Zygmunta Augusta > Polna > Jonkajtysa.
W listopadzie 2020 r. uruchomiono dodatkową linię CM, która miała za zadanie ułatwić dotarcie do cmentarza na ul. Zarzecze. Jej przebieg był następujący:
Jazda: Tartaczna/Os. Lipowiec > Turystyczna > Aleja Kardynała Wyszyńskiego > Partyzantów > Mostowa > Rynek Zygmunta Augusta > Polna > Jonkajtysa > Wojska Polskiego > Mickiewicza > Chreptowicza > Brzostowskiego > 29 Listopada > Waryńskiego/Przychodnia.
Powrót: Waryńskiego/Przychodnia > Obrońców Westerplatte > Sucharskiego > Obrońców Westerplatte > Chreptowicza > Norwida > Wojska Polskiego > Jonkajtysa > Polna > Rynek Zygmunta Augusta > Mostowa > Partyzantów > Aleja Kardynała Wyszyńskiego > Turystyczna > Tartaczna/Os. Lipowiec.

## Linie podstawowe
Przedsiębiorstwo Transportowe Necko w Augustowie obsługuje 4 linie stałe.

### Obowiązujące od 01 września 2021 r. do 31 grudnia 2022 r.
| Linia       | Trasa | Długość [km] | Średni czas przejazdu [min] | Liczba przystanków | Liczba kursów w ciągu dnia       | Dni kursowania                                       |
| ----------- | --- | ------------ | --------------------------- | ------------------ | -------------------------------- | ---------------------------------------------------- |
| 1           | Jazda: SILIKATY > Turystyczna > Aleja Kardynała Wyszyńskiego > I Płk Ułanów Krechowieckich > Komunalna > Tytoniowa > Komunalna > I Płk Ułanów Krechowieckich > Aleja Kardynała Wyszyńskiego > Partyzantów > Szpitalna > Zarzecze > Mostowa > Rynek Zygmunta Augusta > Polna > Jonkajtysa > Wojska Polskiego > Mickiewicza > Chreptowicza > Brzostowskiego > 29 Listopada > WARYŃSKIEGO/PRZYCHODNIA. Powrót: WARYŃSKIEGO/PRZYCHODNIA > Obrońców Westerplatte > Sucharskiego > Brzostowskiego > Chreptowicza > Norwida > Wojska Polskiego > Jonkajtysa > Polna > Rynek Zygmunta Augusta > Mostowa > Zarzecze > Szpitalna > Partyzantów > Aleja Kardynała Wyszyńskiego > Turystyczna > SILIKATY. | 33,34        | 62                          | 52                 | 14                               | poniedziałek – piątek                                |
| 2           | Jazda: TARTACZNA/OS. LIPOWIEC > Turystyczna > Aleja Kardynała Wyszyńskiego > 29 Listopada > 3 Maja > Rynek Zygmunta Augusta > Polna > Jonkajtysa > Wojska Polskiego > Arnikowa > Słowackiego > Chreptowicza > Obrońców Westerplatte > SUCHARSKIEGO/PŁYWALNIA. Powrót: SUCHARSKIEGO/PŁYWALNIA > Brzostowskiego > Chreptowicza > Arnikowa > Słowackiego > Wojska Polskiego > Jonkajtysa > Polna > Rynek Zygmunta Augusta > 3 Maja > 29 Listopada > Aleja Kardynała Wyszyńskiego > Turystyczna > TARTACZNA/OS. LIPOWIEC | 26,43        | 47                          | 35                 | pon. – pt.: 52 sob. i niedz.: 28 | poniedziałek – piątek, sobota, niedziele i święta.   |
| 3 (Szkolna) | Jazda: JONKAJTYSA > Wojska Polskiego > Mickiewicza > Norwida > Wojska Polskiego > Arnikowa > Słowackiego > Chreptowicza > Obrońców Westerplatte > Sucharskiego > Brzostowskiego > 29 Listopada > Aleja Kardynała Wyszyńskiego > Tytoniowa > KOMUNALNA/ZAJEZDNIA. | 7,81         | 17                          | 19                 | 1                                | poniedziałek – piątek wyłącznie w dni nauki szkolnej |
| 4           | Jazda: TARTACZNA/OS. LIPOWIEC > Turystyczna > Aleja Kardynała Wyszyńskiego > Partyzantów > Letniskowa > Szpitalna > Zarzecze > Mostowa > Nowomiejska > NOWOMIEJSKA/OS.BORKI. Powrót: NOWOMIEJSKA/OS.BORKI > Aleja Jana Pawła II > Rajgrodzka > Zygmuntowska > Jonkajtysa > Wojska Polskiego > Mickiewicza > Norwida > Wojska Polskiego > Chreptowicza > Brzostowskiego > Obrońców Westerplatte > Suchrskiego > 29 Listopada > Aleja Kardynała Wyszyńskiego > Turystyczna > TARTACZNA. | 23,73        | 43                          | 40                 | 14                               | poniedziałek – piątek                                |

### Obowiązujące od 01 stycznia 2023 r. - do 01 września 2023 r.
| Linia       | Trasa | Długość [km] | Średni czas przejazdu [min] | Liczba przystanków | Liczba kursów w ciągu dnia       | Dni kursowania                                       |
| ----------- | --- | ------------ | --------------------------- | ------------------ | -------------------------------- | ---------------------------------------------------- |
| 1           | Jazda: SILIKATY > Turystyczna > Aleja Kardynała Wyszyńskiego > I Płk Ułanów Krechowieckich > Komunalna > Tytoniowa > Komunalna > I Płk Ułanów Krechowieckich > Aleja Kardynała Wyszyńskiego > Partyzantów > Szpitalna > Zarzecze > Mostowa > Rynek Zygmunta Augusta > Polna > Jonkajtysa > Wojska Polskiego > Mickiewicza > Chreptowicza > Brzostowskiego > 29 Listopada > WARYŃSKIEGO/PRZYCHODNIA. Powrót: WARYŃSKIEGO/PRZYCHODNIA > Obrońców Westerplatte > Sucharskiego > Brzostowskiego > Chreptowicza > Norwida > Wojska Polskiego > Jonkajtysa > Polna > Rynek Zygmunta Augusta > Mostowa > Zarzecze > Szpitalna > Partyzantów > Aleja Kardynała Wyszyńskiego > Turystyczna > SILIKATY. | 33,34        | 62                          | 52                 | 14                               | poniedziałek – piątek                                |
| 2           | Jazda: TARTACZNA/OS. LIPOWIEC > Turystyczna > Aleja Kardynała Wyszyńskiego > 29 Listopada > 3 Maja > Rynek Zygmunta Augusta > Polna > Jonkajtysa > Wojska Polskiego > Arnikowa > Słowackiego > Chreptowicza > Obrońców Westerplatte > SUCHARSKIEGO/PŁYWALNIA. Powrót: SUCHARSKIEGO/PŁYWALNIA > Brzostowskiego > Chreptowicza > Arnikowa > Słowackiego > Wojska Polskiego > Jonkajtysa > Polna > Rynek Zygmunta Augusta > 3 Maja > 29 Listopada > Aleja Kardynała Wyszyńskiego > Turystyczna > TARTACZNA/OS. LIPOWIEC | 26,43        | 47                          | 35                 | pon. – pt.: 52 sob. i niedz.: 28 | poniedziałek – piątek, sobota, niedziele i święta.   |
| 3 (Szkolna) | Jazda: JONKAJTYSA > Wojska Polskiego > Mickiewicza > Norwida > Wojska Polskiego > Arnikowa > Słowackiego > Chreptowicza > Obrońców Westerplatte > Sucharskiego > Brzostowskiego > 29 Listopada > Aleja Kardynała Wyszyńskiego > Tytoniowa > KOMUNALNA/ZAJEZDNIA. | 7,81         | 17                          | 19                 | 1                                | poniedziałek – piątek wyłącznie w dni nauki szkolnej |
| 4           | Jazda: TARTACZNA/OS. LIPOWIEC > Turystyczna > Aleja Kardynała Wyszyńskiego > Partyzantów > Mostowa > Nowomiejska > NOWOMIEJSKA/OS.BORKI. Powrót: NOWOMIEJSKA/OS.BORKI > Aleja Jana Pawła II > Rajgrodzka > Zygmuntowska > Jonkajtysa > Wojska Polskiego > Mickiewicza > Norwida > Wojska Polskiego > Chreptowicza > Brzostowskiego > Obrońców Westerplatte > Suchrskiego > 29 Listopada > Aleja Kardynała Wyszyńskiego > Turystyczna > TARTACZNA. | 23,73        | 43                          | 40                 | 14                               | poniedziałek – piątek                                |

## Linie okresowe
Przedsiębiorstwo Transportowe Necko w Augustowie obsługuje 2 zakładowe, 4 linie okolicznościowe na okres odpustu w Sanktuarium Maryjnym w Studzieniczej, Dni Augustowa, Świąt Zmarłych. Linia nr 2 stanowi podstawę sieci autobusowej.

### Linie okresowe w 2021 r.
| Linia | Trasa |
| ----- | --- |
| S     | Jazda: Jonkajtysa > Rynek Zygmunta Augusta > 3 Maja > 29 Listopada > Aleja Kardynała Wyszyńskiego > Turystyczna > Szosa do Sejn > Studzieniczna. Powrót: Studzieniczna > Szosa do Sejn > Turystyczna > Aleja Kardynała Wyszyńskiego > 29 Listopada > 3 Maja > Rynek Zygmunta Augusta > Polna > Jonkajtysa. – Linia kursowała w dniu odpustu w Sanktuarium Maryjnym w Studzienicznej (8.06 – 9.06.2021 r.) |
| Cm    | Jazda: Tartaczna/Os. Lipowiec > Turystyczna > Aleja Kardynała Wyszyńskiego > Partyzantów > Mostowa > Rynek Zygmunta Augusta > Polna > Jonkajtysa > Wojska Polskiego > Mickiewicza > Chreptowicza > Brzostowskiego > 29 Listopada > Waryńskiego/Przychodnia. Powrót: Waryńskiego/Przychodnia > Obrońców Westerplatte > Sucharskiego > Obrońców Westerplatte > Chreptowicza > Norwida > Wojska Polskiego > Jonkajtysa > Polna > Rynek Zygmunta Augusta > Mostowa > Partyzantów > Aleja Kardynała Wyszyńskiego > Turystyczna > Tartaczna/Os. Lipowiec – Linia kursowała w dniach świąt zmarłych (31.10 – 2.11.2021 r.) |

### Linie okresowe w 2022 r.
| Linia | Trasa |
| ----- | --- |
| DA    | Jazda: Tartaczna/os. Lipowiec > Turystyczna > Aleja Kardynała Wyszyńskiego > 29. Listopada > 3.Maja > Rynek Zygmunta Augusta. Powrót: Rynek Zygmunta Augusta > Polna > Jonkajtysa > Wojska Polskiego > Chreptowicza > Obrońców Westerplatte > Sucharskiego > Brzostowskiego > 29. Listopada > Aleja Kardynała Wyszyńskiego > Turystyczna – Tartaczna/os. Lipowiec. – Linia kursowała w dniach Dni Augustowa (28.05 – 29.05.2022 r.) |
| S     | Jazda: Jonkajtysa > Wojska Polskiego > Chreptowicza > Brzostowskiego > 29 Listopada > Aleja Kardynała Wyszyńskiego > Turystyczna > Szosa do Sejn > Studzieniczna. Powrót: Studzieniczna > Szosa do Sejn > Turystyczna > Aleja Kardynała Wyszyńskiego > 29 Listopada > 3 Maja > Rynek Zygmunta Augusta > Polna > Jonkajtysa. – Linia kursowała w dniu odpustu w Sanktuarium Maryjnym w Studzienicznej (4.06 – 5.06.2022 r.) |
| C1    | Jazda: Tartaczna/Os. Lipowiec > Turystyczna > Aleja Kardynała Wyszyńskiego > Partyzantów > Mostowa > Rynek Zygmunta Augusta > Polna > Jonkajtysa > Wojska Polskiego > Chreptowicza > Brzostowskiego > 29 Listopada > Waryńskiego/Przychodnia. Powrót: Waryńskiego/Przychodnia > Obrońców Westerplatte > Sucharskiego > Obrońców Westerplatte > Chreptowicza > Wojska Polskiego > Jonkajtysa > Polna > Rynek Zygmunta Augusta > Mostowa > Partyzantów > Aleja Kardynała Wyszyńskiego > Turystyczna > Tartaczna/Os. Lipowiec – Linia kursowała w dniach świąt zmarłych (31.10 – 1.11.2022 r.) |
| C2    | Jazda: Partyzantów/Cmentarz > Mostowa > Nowomiejska > Aleja Jana Pawła II > Rajgrodzka > Zygmuntowska > Jonkajtysa > Wojska Polskiego > Mickiewicza > Norwida > Wojska Polskiego > Arnikowa > Słowackiego > Chreptowicza > Sucharskiego > Brzostowskiego > 29. Listopada > Partyzantów/Cmentarz. – Linia kursowała w dniach świąt zmarłych (1.11.2022 r.) |

## Tabor
PT Necko w Augustowie posiada 12 autobusów marki Solaris, z czego 2 to autobusy Solaris Urbino 10, 2 autobusy to Solaris Aplino, 4 to Solaris Urbino 8,6, a 4 to Solaris Urbino 9LE.

### Tabor aktualny stan na 1 września 2021 r. - do dziś
| Zdjęcie                                | Nazwa              | Numer taborowy | Numer rejestracyjny | Data produkcji | VIN               | Liczba miejsc (siedzące/stojące) | przewóz osób na wózkach |
| -------------------------------------- | ------------------ | -------------- | ------------------- | -------------- | ----------------- | -------------------------------- | ----------------------- |
| Solaris Urbino 10#10 PT Necko Augustów | Solaris Urbino 10  | 10             | BAU Y010            | 2004           | SU92411064BPN1009 | 25+57                            | przewóz osób na wózkach |
| Solaris Urbino 10 – 11 PT NECKO        | Solaris Urbino 10  | 11             | BAU Y011            | 2004           | SU92411064BPN1010 | 25+57                            | przewóz osób na wózkach |
| Solaris Urbino 8,6 – 14 PT NECKO       | Solaris Urbino 8,6 | 14             | BAU 14GE            | 2007           | SUU2410836BPN1501 | 13+47                            | przewóz osób na wózkach |
| Solaris Alpino – 15 PT Necko           | Solaris Alpino     | 15             | BAU 15GT            | 2007           | SUU2410837BPN1390 | 14+46                            | przewóz osób na wózkach |
| Solaris Alpino – 16 PT NECKO           | Solaris Alpino     | 16             | BAU 16LP            | 2008           | SUU2410837BPN1663 | 13+47                            | przewóz osób na wózkach |
| Solaris Urbino 8,6 – 17 PT NECKO       | Solaris Urbino 8,6 | 17             | BAU 03017           | 2010           | SUU241083AB008899 | 14+41                            | przewóz osób na wózkach |
| Solaris Urbino 8,6 – 18 PT NECKO       | Solaris Urbino 8,6 | 18             | BAU 03018           | 2010           | SUU241083AB008900 | 14+41                            | przewóz osób na wózkach |
| Solaris Urbino 8,6 – 19 PT NECKO       | Solaris Urbino 8,6 | 19             | BAU 03019           | 2010           | SUU241083AB008901 | 14+41                            | przewóz osób na wózkach |
| -                                      | Solaris Urbino 9LE | 20             | BAU 035EE           | 2024           | SUU207U0ERB027754 | 25+32                            | przewóz osób na wózkach |
| -                                      | Solaris Urbino 9LE | 21             | BAU 046EE           | 2024           | SUU207U0ERB027755 | 25+32                            | przewóz osób na wózkach |
| -                                      | Solaris Urbino 9LE | 22             | BAU 043EE           | 2024           | SUU207U0ERB027756 | 25+32                            | przewóz osób na wózkach |
| -                                      | Solaris Urbino 9LE | 23             | BAU 042EE           | 2024           | SUU207U0ERB027757 | 25+32                            | przewóz osób na wózkach |